# Света Троица (Ругуновец)
Вижте пояснителната страница за други значения на Света Троица.
„Света Троица“ (на гръцки: Αγίας Τριάδος Πολυκάστρου) е православна църква в македонското градче Ругуновец (Поликастро), Гърция, част от Гумендженската, Боймишка и Ругуновска епархия на Вселенската патриаршия.
След заселването на гърците бежанци в Ругуновец през 20-те години на XX век, те построяват своя енорийска църква „Света Троица“, успоредна на съществуващата „Свети Атанасий“. В края на века църквата става малка за нарасналото население на града и след като сградата пострадва сериозно при земетресение в 1991 година, е решено тя да бъде разрушена и на нейно място да се издигне нова, по-голяма. Темелният камък е поставен на 31 август 1998 година, а е завършена и осветена в 2013 година. Църквата заема площ повече от 900 m2 и има П-образна галерия, която служи за женска църква.